# عامل النمو شبيه الإنسولين-1

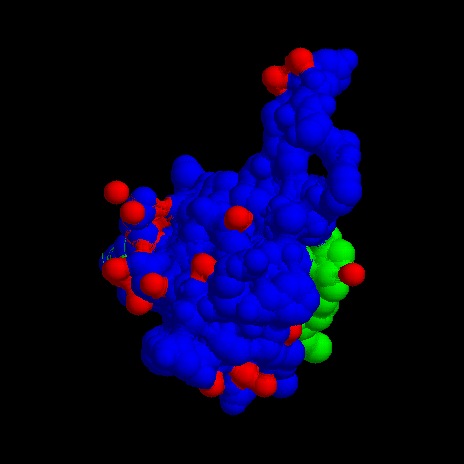
3-d model of IGF-1

عامل النمو الذي يشبه الانسولين 1 (IGF-1)، وتسمى أيضا سوماتوميدين C، هو بروتين في البشر يتم ترميزه بواسطة جينات IGF1ال. كما أحيل IGF-1 على أنه «عامل الكبرتة»  وآثاره وصفت ب «نشاطات انسولينية غير قابلة للقمع» (NSILA) في 1970s.
IGF-1 هو هرمون مماثل في التركيب الجزيئي للأنسولين. وهو يلعب دورا هاما في النمو في مرحلة الطفولة ويستمر أن يكون لها آثار الابتنائية في البالغين. والتناظرية الاصطناعية من IGF-1، mecasermin، ويستخدم لعلاج فشل النمو.
IGF-1 يتكون من 70 من الأحماض الأمينية في سلسلة واحدة مع ثلاثة جسور ثاني كبريتيد ضمن جزيئي عامل ضمن الجزيئ. IGF-1 لديه الوزن الجزيئي 7649 دالتون.